# Tafelkreide

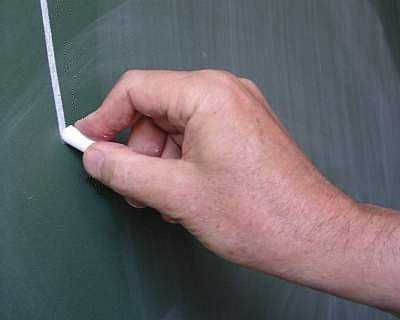
Weiße Tafelkreide

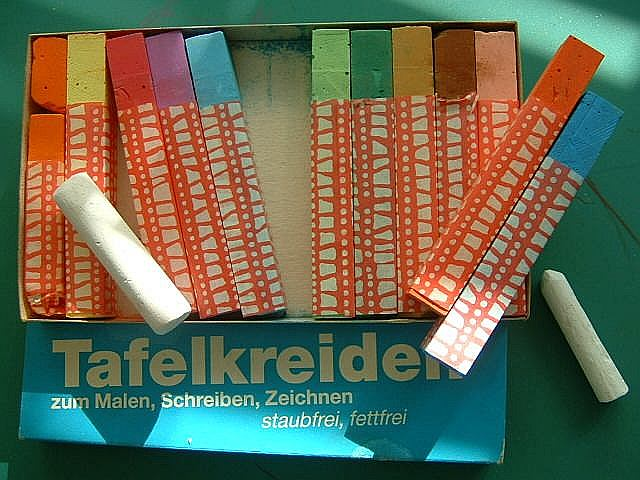
Farbige Tafelkreide

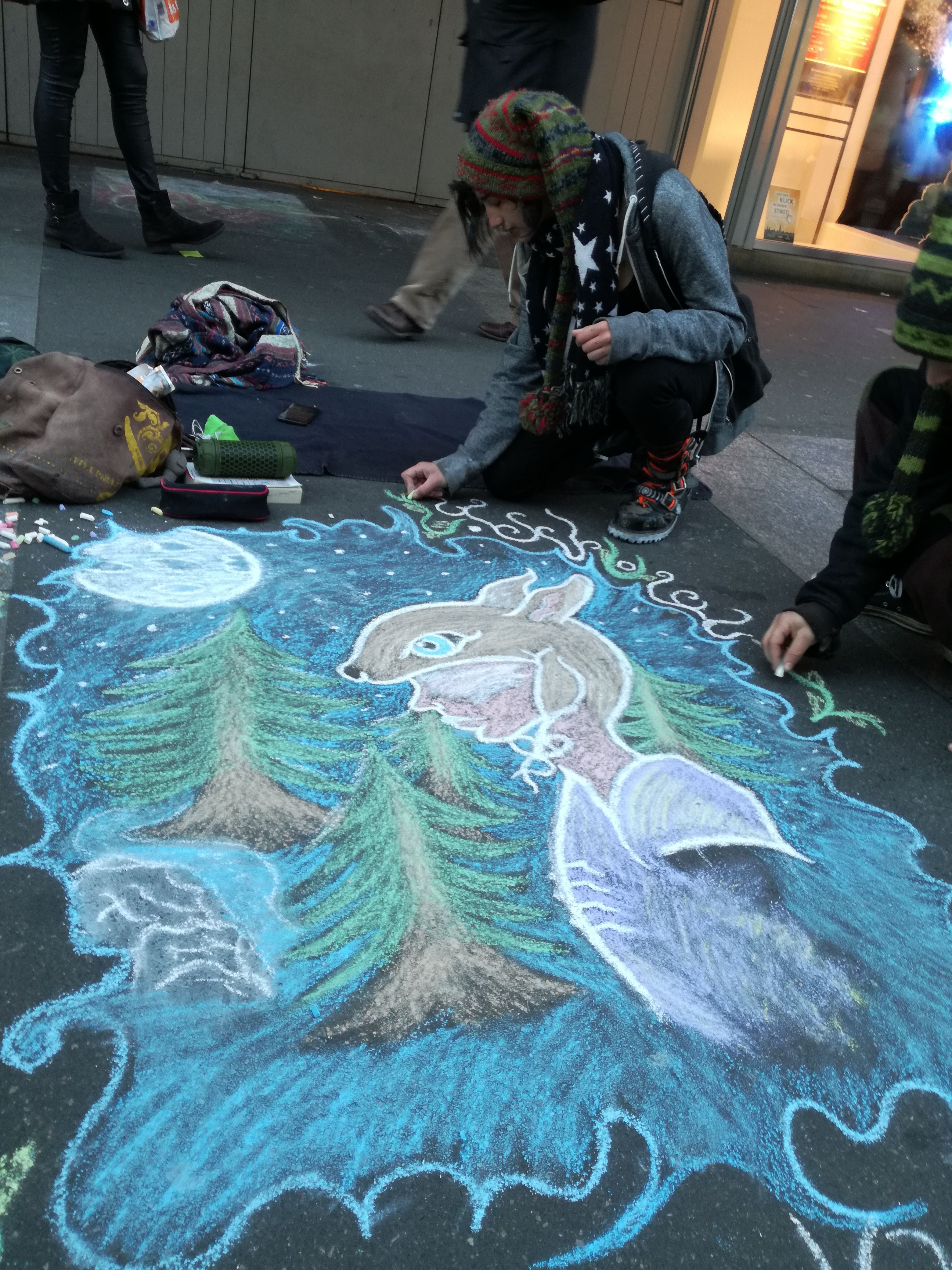
Künstler malen in der Fußgängerzone mit Straßenmalkreide (2016)

Tafelkreide, Schulkreide oder Schreibkreide ist ein Material zum Beschreiben von rauen Untergründen, vorrangig Tafeln. Dabei hinterlässt sie kleine Partikel, die locker an der Tafel haften bleiben und leicht wieder abgewischt werden können. Tafelkreide wird typischerweise als Stift von 6–12 cm Länge mit kreisförmigem, quadratischem oder sechseckigem Querschnitt von 9,5–15 mm Durchmesser geliefert, teilweise mit Papierhülle, um weniger auf die Hand abzufärben.
Besonders schlanke Kreide vom Format 6 mm Durchmesser × 12,5 cm Länge wird Kreidestift genannt.
Tafelkreide für den Schulgebrauch gehört zumindest in Deutschland zu den Waren, die noch in der alten Einheit Gros (144 Stück = 12 Dutzend = 12 * 12 Stück) gehandelt werden: Typische Verpackungsgrößen sind die Gros-, Halbgros- und Dutzendschachtel. (Für importierte, beispielsweise französische Produkte gilt das nicht.)
Insbesondere runde Kreiden passen gut in Kreidehalter, typisch mit Klemm-Fall-Mechanismus mit 4 Viertelrundbacken und Druckknopf hinten. Eckige Kreiden rollen am Tisch nicht weg.
Es gibt sechseckige Kreide, deren Schreibende 2-flächig zugespitzt geliefert wird, damit sind eine gewisse Strichlänge weit besonders feine Linien, etwa für Geometrie, zu zeichnen. Ist ein Kreidestück schon sehr weit schräg abgerieben, kann durch Drehen oder Kippen wieder eine schmälere Strichbreite erreicht werden.
Schultafeln haben rechts unten neben einer entnehmbaren Wassertasse für den Schwamm zum Löschen auch häufig eine Ablage für mehrere Stück Kreide. Meist verläuft entlang der Unterkante eine lange Rinne, um eine Kreide überall ablegen zu können, als auch den beim Schreiben abfallenden Staub aufzufangen.

## Geschichte
Kreide findet schon seit Jahrhunderten zum Beschriften von Tafeln Verwendung; so findet sich zum Beispiel in Johann Amos Comenius’ Orbis sensualium pictus von 1653 die Abbildung einer mit Kreide beschrifteten Tafel. Die Erfindung der farbigen Tafelkreide wird dem Schotten James Pillans (1778–1864) zugeschrieben, der in seinem Buch Physical and Classical Geography (1854) detailliert den Herstellungsprozess und den Einsatz im Geographieunterricht beschreibt.

## Material

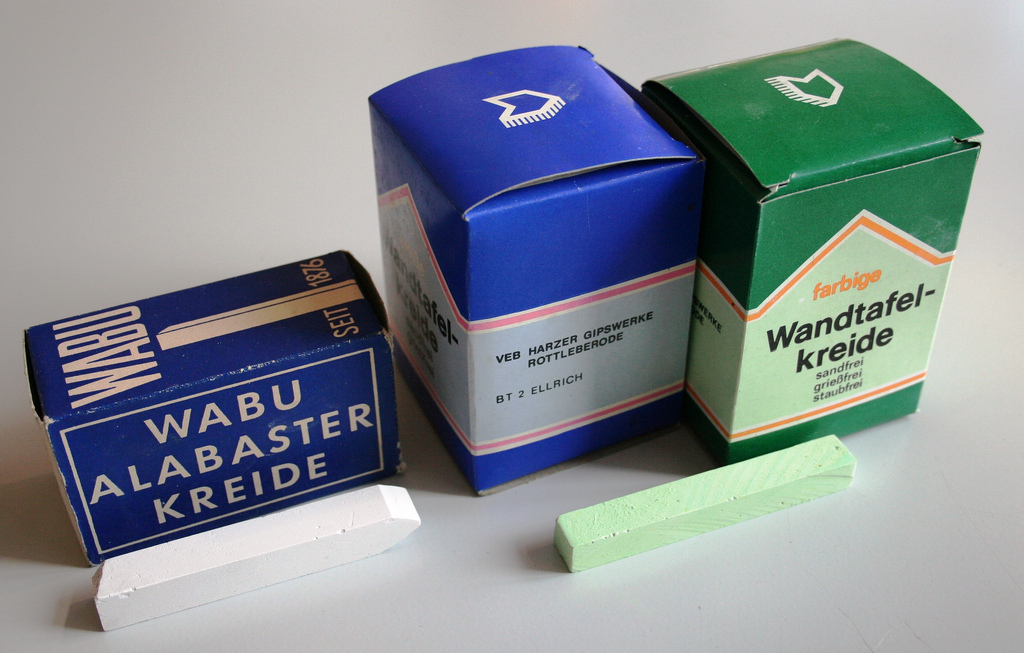
Aus Gips hergestellte Schulkreide

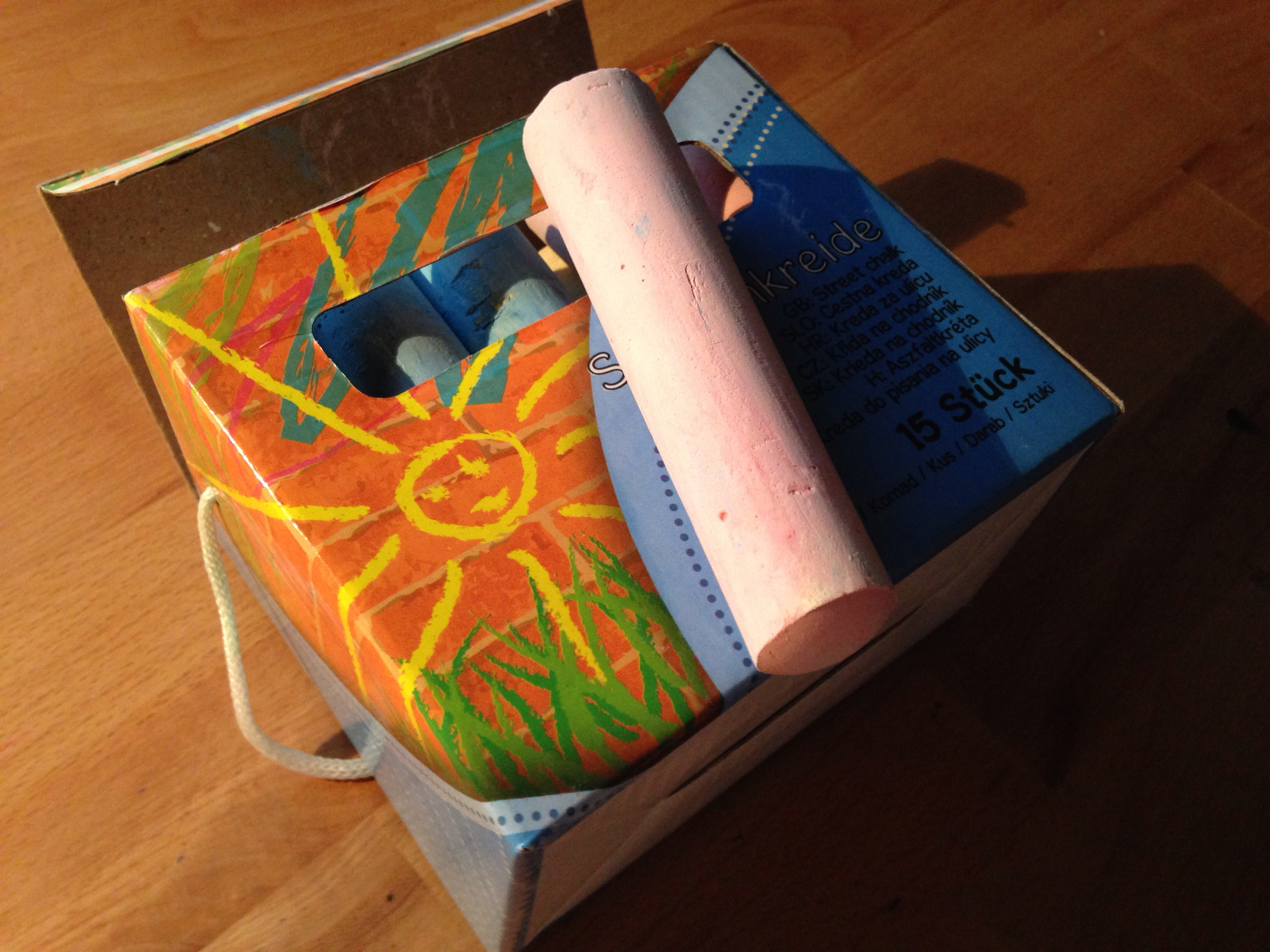
Straßenkreide für Kinder, typisch 20–30 mm Durchmesser

Tafelkreide bestand ursprünglich ausschließlich aus natürlicher Kreide (Calciumcarbonat), einer besonders reinen, feinkörnigen und weichen Form des Kalksteins. Da echte Kreide relativ teuer ist, wird Tafelkreide heute meistens aus Gips (Calciumsulfat) oder Magnesiumoxid hergestellt, auch Mischformen kommen vor (zum Beispiel die sogenannte „Bologneser Kreide“, Gips mit Kreideanteil). Bunte Kreiden werden durch Zusatz von Farbstoffen hergestellt.
In Deutschland erhältliche Tafelkreide aus natürlicher Kreide stammt oft aus Frankreich, wo es in der Champagne umfangreiche Kreidevorkommen gibt (die Zentralchampagne wird auch als Champagne crayeuse, kreidige Champagne, bezeichnet), insbesondere aus dem Werk Omey der Omya AG bei Châlons-en-Champagne. Diese Kreide wird im Handel oft unter der Bezeichnung Champagnerkreide angeboten und kostet teilweise mehr als das Doppelte von normaler Gipskreide.
Ob ein Stück Kreide aus echter Kreide besteht, lässt sich durch die Probe mit einer Säure (zum Beispiel Zitronensaft oder Essig) feststellen: Kalk zersetzt sich schäumend zu CO2 und dem Calciumsalz der Säure (Calciumcitrat bzw. Calciumacetat); Magnesiumoxid und auch Gips verändern sich in diesen Säuren nicht.

## Ergonomie
Durch das Schreiben mit Kreide und vor allem beim trockenen Abwischen der Tafel entsteht Kreidestaub, der für Allergiker störend ist und auch im Verdacht steht, Probleme mit den Atemwegen zu verursachen. Die meiste heutzutage erhältliche Schulkreide wird daher behandelt, um besonders staubarm oder „staubfrei“ zu sein. Es gelten die allgemeinen Grenzwerte für Arbeitsplätze von A-Staub und E-Staub gemäß TRGS 900.
Kreide(pulver) trocknet schwitzende Hände und entfettet die Haut, was ebenfalls als Austrocknen empfunden und beschrieben wird. Der Staub beschmutzt Schreibzeug, Papier und Kleidung. Auch deshalb gibt es vom Klassenraum der Grundschule bis zum Uni-Hörsaal ein Waschbecken zur Handreinigung.
Wird hingegen von einem Whiteboard die (Filzstift-)Schrift gelöscht, bleiben die Farbpartikel im Löschmaterial (Vlies, Tissue-Papier oder Filz).
Beim Führen der Kreide an einer Tafel tritt mitunter Quietschen auf. Dieses vielen Menschen unangenehme Geräusch stammt vom Schwingen des Kreidestücks mit einer Eigenfrequenz. Diese Vibration wird durch Reibungskraftstöße aus dem Stick-Slip-Effekt angeregt. Haften und Gleiten wechseln sich durch die Vibration getriggert ab.
Um das Quietschen zu vermeiden, gibt es verschiedene Rezepte:
- Das Kreidestück auf eine kürzere Länge brechen, sodass die Eigenfrequenz steigt und im nicht mehr hörbaren Bereich liegt.[3]
- Das Kreidestück an anderen Stellen festhalten, um das Schwingen mit den Fingern stärker zu dämpfen. Oder einen klemmenden Kreidehalter verwenden.
- Die Kreide durch Nässen leichter rutschen zu lassen. Alternativ auf eine feuchte Tafel schreiben. Beides ergibt höheren Kreideverbrauch und lässt die Schrift erst nach dem Trocknen hell kontrastieren.

## Volks- und Aberglaube
Mit Kreide aufgebrachte Markierungen und Abgrenzungen spielen eine Rolle im Glauben an die Abwehr böser Zauber und Kräfte. Kreidekreuze, etwa in der Mütze, unter den Schuhsohlen oder unter dem Milchkübel angebracht, sollen Schutz vor Behexung bieten. Ein Kreidestrich zwischen den Fugen zweier Bodendielen soll Wechselbälger vom Bett einer Wöchnerin fernhalten. Auch in der katholischen Kirche, die zu diesem Zweck Kreidestücke weiht, gelten Kreidezeichen als schützend, wie sie etwa zu Dreikönigen mit den Buchstaben C, M und B an die Türen geschrieben werden.